# 赤羽骨子のボディガード
『赤羽骨子のボディガード』（あかばねほねこのボディガード）は、丹月正光による日本の漫画作品。『週刊少年マガジン』（講談社）にて、2022年43号から2024年51号まで連載された。

## 沿革
2022年9月21日、『週刊少年マガジン』43号より連載を開始。ヒロイン以外全員ボディーガードという設定が斬新で、連載当初よりSNS上で話題となった。
2023年4月、本作の登場人物から「スピンオフを描いて欲しいキャラクターを募集する企画」を実施。投票で1位を獲得した尽宮正親を描いたスピンオフ読み切り「尽宮正親の清算」を『週刊少年マガジン』2023年27号に掲載。「読者の希望によりスピンオフの主人公を決める」という内容の企画は、同誌では初である。本編とスピンオフは2話同時掲載され、三野宮鈴による尽宮正親のコスプレも掲載されている。
2023年9月、連載1周年を記念して公式PVを公開。
2024年に実写映画版が公開。同年11月20日発売の『週刊少年マガジン』51号にて完結となった。

## あらすじ
錚々児高校に通う不良の威吹荒邦は、3年生への進級を控えたある日、尽宮組組長の尽宮正人から、荒邦の幼なじみの赤羽骨子の護衛を頼まれる。なんと、骨子は尽宮組組長の隠し子だった。知らぬ間に跡目争いに巻き込まれて殺し屋に命を狙われることとなった骨子を守るため、荒邦が立ち上がる。
1-1 跡目候補の襲来（2話 - 6話）
実は荒邦と骨子が所属する3年4組のクラスメイトは全員、骨子を守るために幼少期から鍛えられたボディガードだった。荒邦とクラスメイト。初めは互いに信用していなかったが、互いの戦いぶりを見て徐々に信頼関係を築いていく。順調に殺し屋を撃退していく3年4組だったが、数々の暗殺失敗に業を煮やした尽宮組跡目候補尽宮正親が錚々児高校に迫る。
1-2 裏切り者探し（7話 - 12話）
正親の無力化に成功した荒邦は、正親の証言をもとに裏切り者探しに取り掛かる。
1-3 修学旅行編 前半（13話 - 19話）
信頼できる仲間を得た荒邦は、錚々児捜査団を結成し裏切り者探しを本格始動する。修学旅行の最中に裏切り者探しをするはずが、暗殺者の襲撃に正親の襲来とトラブル続きで、捜査は難航する。今までとは比べ物にならない強敵の出現に、3年4組は苦戦を強いられる。
1-4 修学旅行編 後半（20話 - 22話）
染島澄彦の尽力で辛くも刺客を退けた3年4組だったが、追い打ちをかけるように消耗しきった彼らに葬儀屋が迫る。何故か狙われる錚々児捜査団。棘屋寧は荒邦を守るため、単身葬儀屋に挑む。
1-5 特訓（23話 - 27話）
修学旅行の一件で自分達の無力さを痛感した3年4組は、強くなるために護衛部隊を育て上げた師匠に会いに行くことになった。一方そのころ、裏切り者も荒邦排除のため動き出す。
1-6 終業式決戦（赤羽邸防衛戦）前（28話 - 33話）
裏切り者の撃退に成功した荒邦だったが、尽宮組系・尾嚙組組長の尾嚙零一から大規模な「赤羽骨子襲撃予告」を受ける。3年4組は決戦で生き残るために、敵地への潜入調査を敢行する。
1-7 修行式決戦（赤羽邸防衛戦）本番（34話 - 47話）
師匠からの特訓と潜入調査の成果により、順調に敵を撃退していく3年4組。勝利が見えて気が緩んでいる彼らの前に、何者かが音もなく現れた。赤羽邸とは離れた場所になぜか現れた彼は、首藤孔蘭を攫って消え去ってしまう。
2-0 夏休み（48話 - 49話）
赤羽邸防衛と孔蘭奪還に成功し、束の間の平穏を過ごす3年4組。骨子に誘われ、夏祭りデートに来た荒邦だったが、ひょんなことから新たな裏切り者の存在が浮上する。
2-1 夏休み編2（50話）
孔蘭とともに、裏切り者の正体を探る荒邦。孔蘭が怪しい人物の正体に思い至った時、二人の背後に渦中の人物が迫る。
2-2 夏休み編3 組長奪還作戦（51話 - 53話）
終業式決戦で浮上した新たな謎に関して尽宮組組長・尽宮正人に問いただすはずが、何者かによって攫われた。行方不明の組長を救出するため、3年4組が動き出す。
2-3 夏休み編4 プール（54話）
正親の提案で、荒邦を賭けた勝負をすることになった骨子は威吹を呼んで、プールに遊びに来ていた。骨子と正親はらしくない行動で空回りするも、勝負を通して互いを認め合っていく。一方、骨子護衛のために3年4組メンバーとともにプールに来ていた孔蘭だったが、威吹に想いを寄せながらも彼らの輪に入ることができずにいた。
2-4 文化祭編（55話 - 65話）
文化祭で演劇を行うことになった3年4組。演劇の題目決めが難航するなか、「赤羽骨子はヤクザの娘」という情報が学校中にバラまかれ始めた。噂が広まり、学校内外がザワつきだしても気丈に振る舞う骨子だったが、荒邦だけは彼女の内心が傷付いていたのを知っていた。骨子の涙に怒り心頭の彼は、噂を広めた犯人を懲らしめるため、そして骨子の汚名返上のために動き出す。
3-0 孤堂一家（66話 - ）
文化祭の打ち上げ後に帰宅した荒邦だったが、威吹家はもぬけの殻だった。そこに現れる孤堂由真は、威吹へのリベンジのため、家を爆破される。時を同じくして、各地で孤堂一家の子供たちが動き出す。

## 用語解説
錚々児高校（そうそうじこうこう）
主人公たちが通う高校。赤羽骨子を守るため、無数の監視カメラや罠が仕掛けられている。幼いころから訓練された護衛部隊を通わせている。

尽宮組
赤羽骨子の父親である尽宮正人が組長を務めるヤクザ組織。尾嚙派と呑頭派、反組長派などの派閥が存在する。

尾嚙組
尽宮組の二次団体。尾嚙零一がトップを務める。

猟犬商会
尾嚙零一が率いる殺しを興行（エンタメ）にする殺し屋集団。独濃贋楽が代表（ボス）を務める。少数精鋭。子供のころから殺しの英才教育を受けている。

呑頭会
尽宮組の二次団体。呑頭尤言がトップを務める。

救世葬苑（くぜそうえん）
通称「葬儀屋」。真名上朋恵が社長を務める組織。呑頭尤言を教祖として崇めるカルト教団であり数にモノを言わせた制圧が売りの殺し屋組織でもある。

3年4組
赤羽骨子を護衛するために幼いころから訓練を受けた者達。尽宮組に隠し子の存在がバレて命を狙われることとなった赤羽骨子を陰から守るために、尽宮正人により赤羽骨子と同じクラスに編成されている。赤羽骨子と威吹荒邦を除き3年4組に所属する生徒（＝赤羽骨子のボディガード）は22名。染島澄彦が指揮を執っている。尽宮組の所有物。

## 登場人物
声の項は連載1周年記念PVのキャスト。

### 主要人物
威吹 荒邦（いぶき あらくに）
本作の主人公。錚々児高校3年4組所属。名簿5番。身長178センチメートル。
錚々児高校では喧嘩っ早い性格と外見から恐れられている。幼なじみで自分にも恐れずいつも気にかけてくれる赤羽骨子に好意を寄せている。
高校3年に進級する時期に赤羽骨子の父親である尽宮正人に依頼され赤羽骨子のボディガードを引き受ける。

赤羽 骨子（あかばね ほねこ）
本作のヒロイン。錚々児高校3年4組所属。名簿2番。身長152センチメートル。
威吹荒邦の小学校時代からの幼なじみで錚々児高校では生徒会長を務め生徒からの人望が厚い。
荒邦に好意を寄せており、荒邦が喧嘩したり他人を怖がらせるような行動をするたびに説教をしている。
尽宮組組長「尽宮正人」の隠し子。跡目争いにより命を狙われているが本人は何も知らない。

尽宮 正親（じんぐう まさちか）
声 - 宮村優子
尽宮組組長である尽宮正人の実子。
跡目争いに勝つため赤羽骨子の命を狙う。実は女だが、一人称が「俺」であることと男勝りな喋り方により荒邦には初対面で男と勘違いされた。温室育ちで甘やかされて育ったため、骨子を守るために立ちふさがった荒邦に惚れた。戦闘能力は低いが、兵器（アイテム）を使った戦闘や、コネを使って助っ人を雇うのが得意。演出に拘るタイプ。

首藤 孔蘭（しゅとう くらん）
錚々児高校3年4組所属。名簿14番。身長149センチメートル。
珊瑚色の髪をツインテールに結んだ女子。普段はツインテールだが、その日によって髪型を変えることがある。6人兄妹の末っ子。
体育祭の障害物競争では全て正解のルートを引いてしまう程の強運の持ち主で、本人曰く「豪運」らしい。機嫌が良くなると鼻歌を歌う。普通の生活に強い憧れを抱いていたため、学生生活に彩りを与えてくれた威吹に感謝している。どんな状況でも自分を見捨てない威吹の優しさに惚れた。

### 3年4組

#### 3年4組 男子
染島 澄彦（そめじま すみひこ）
3年4組の「司令塔（リーダー）」。錚々児高校3年4組所属。名簿17番。身長164センチメートル。
普段は弱そうな外見から不良に絡まれることもあるが、戦闘能力は3年4組の中で随一。3年4組の仲間に対してはかなり過保護な性格で、仲間の過ちや失敗にも寛容である。3年に進級する以前に荒邦にプレゼントされたピアスを大切にしており、戦闘時は必ず着けている。荒邦の天然タラシ具合に日々笑いを堪えている。怒ると前髪を弄る癖がある。

海代 朱雀（うみしろ すざく）
3年4組の「詐欺師」。錚々児高校3年4組所属。名簿6番。身長182センチメートル。
長い髪を後ろで結った眼鏡男子。ホストをしている。女子を騙して10股している。自称「荒×骨推し」で、常に骨子の命を守ることと荒邦のためになることを考えて行動している。

嘉柄 譲（かがら じょう）
3年4組の「運転手（ドライバー）」。錚々児高校3年4組所属。名簿9番。身長173センチメートル。
黒髪ロン毛男子。赤羽骨子護衛チームの元リーダー。学生寮では天貫与一、吉信滝丸、幡一平と相部屋。

天貫 与一（あまぬき よいち）
3年4組の「スナイパー」。錚々児高校3年4組所属。名簿3番。身長169センチメートル。
明るい茶髪のチャラ男風男子。やる気がなくいつもサボり気味。
学生寮では嘉柄譲、吉信滝丸、幡一平と相部屋。

糸踏 忠也（いとふみ ちゅうや）
3年4組の「ハッカー」。錚々児高校3年4組所属。名簿4番。身長162センチメートル。
焦茶色のくせっ毛ヘアの内向的男子。幼少期の怪我により戦闘能力は低いが、一度目を通した情報は全て覚えることができる。3年4組内では監視チームに属する。

大叢井 厳（おおむらい いわお）
3年4組の「柔道家」。錚々児高校3年4組所属。名簿7番。身長190センチメートル。
オールバックヘアで恰幅の良い男性。実は28歳で身重の妻が居る。戦闘前などの気合を入れる場面で前髪をセットし直す癖がある。

吉信 滝丸（きっしん たきまる）
3年4組の「鍵師」。錚々児高校3年4組所属。名簿10番。身長172センチメートル。
常に仏頂面なクール男子。金髪ヘア。学生寮では嘉柄譲、天貫与一、幡一平と相部屋。

千坂 時則（せんざか ときのり）
3年4組の「変装家（ディスガイザー）」。錚々児高校3年4組所属。名簿16番。身長160センチメートル。
黒髪セミロング男子。おっとり系シャイボーイ。素顔を見られると無力。

幡 一平（はた いっぺい）
3年4組の「潜水士（ダイバー）」。錚々児高校3年4組所属。名簿21番。身長184センチメートル。
ツーブロックヘアのノンデリ（デリカシーが無い）男子。学生寮では嘉柄譲、天貫与一、吉信滝丸と相部屋。

杜窪 章介（もりくぼ しょうすけ）
3年4組の「医師」。錚々児高校3年4組所属。名簿23番。身長176センチメートル。
少し長めの黒髪をセンター分けした男子。3年4組内では監視チームに属する。

迅来 風太（じんらい ふうた）
3年4組の「忍者」。錚々児高校3年4組所属。名簿15番。身長167センチメートル。
黒髪ボサ毛。

#### 3年4組 女子
棘屋 寧（とげや ねい）
3年4組の「空手家」。錚々児高校3年4組所属。名簿18番。身長157センチメートル。
金髪ショートヘア女子。赤羽骨子の友達。骨子が大好き。

日暮 弥美姫（ひぐれ やみひめ）
3年4組の「剣士」。錚々児高校3年4組所属。名簿22番。身長170センチメートル。
白髪ロングポニーテール女子。胸に剣を隠せるほどの巨乳。戦闘中でも口元には常に微笑をたたえている。

首藤 孔蘭（しゅとう くらん）
3年4組の「ギャンブラー」。錚々児高校3年4組所属。名簿14番。身長149センチメートル。
珊瑚色の髪をツインテールに結んだ女子。普段はツインテールだが、その日によって髪型を変えることがある。
詳細は主要人物一覧の首藤孔蘭を参照。

愛満 斗々（あいまん とと）
3年4組の「罠師」。錚々児高校3年4組所属。名簿1番。身長165センチメートル。
黒髪ロングヘア。ダウナー系女子。学生寮では黒雲字音、敷本奈々穂と相部屋。

霧宮 茶虎（きりみや ちゃこ）
3年4組の「配信者（ストリーマー）」。錚々児高校3年4組所属。名簿11番。身長165センチメートル。
ふわふわの赤茶ロングヘアに大量のヘアピンを付けている。垂れ目。

黒雲 字音（くろぐも あざね）
3年4組の「スプリンター（短距離走者）」。錚々児高校3年4組所属。名簿12番。身長165センチメートル。
常に無表情な黒髪ショートヘア女子。学生寮では愛満斗々、敷本奈々穂と相部屋。

那木 うずめ（なき うずめ）
3年4組の「調教師」。錚々児高校3年4組所属。名簿19番。身長150センチメートル。
自己肯定感が低い気弱女子。緑がかった髪色のショートヘアにカチューシャを着けている。動物と心を通わせることができる。

夏野 真凪（なつの まなぎ）
3年4組の「新体操」。錚々児高校3年4組所属。名簿20番。身長160センチメートル。
ベリーショート女子。赤羽骨子の友達。

湾 可世子（わん かよこ）
3年4組の「拷問官」。錚々児高校3年4組所属。名簿24番。身長149センチメートル。
黒髪セミロングヘアのおっとり系糸目女子。常に笑顔を絶やさない。赤羽骨子の友達。3年4組内では監視チームに属する。

小樽 椚（おたる くぬぎ）
3年4組の「鑑識官」。錚々児高校3年4組所属。名簿8番。身長148センチメートル。
黒髪アンダーツインテール女子。

敷本 奈々穂（しきもと ななほ）
3年4組の「技師（メカニック）」。錚々児高校3年4組所属。名簿13番。身長162センチメートル。
クリーム色ロングヘア。赤羽骨子の友達。3年4組内では監視チームに属する。学生寮では愛満斗々、黒雲字音と相部屋。

### 尽宮組
尽宮 正人（じんぐう まさひと）
尽宮組組長。赤羽骨子と尽宮正親の父親。
何も知らない赤羽骨子が平穏な人生を送れるように、尽宮組の息が掛かっていない威吹荒邦にボディガードを依頼する。

尽宮 正親（じんぐう まさちか）
尽宮正人の実子。
詳細は主要人物一覧の尽宮正親を参照。

#### 尾嚙組
尾嚙 零一（おがみ れいいち）
尽宮組系「尾嚙組」組長。
数々の闇興行を主催している。スリルジャンキー。

若頭（カシラ）
尾嚙組若頭。尾嚙零一の腰巾着。

##### 猟犬商会
独濃 贋楽（どくだみ がんらく）
猟犬商会代表。紳士的な話し方をする。上向きの三つ編みツインテールという異色の髪型をした男性。蜂のように鋭い針の突き出たマスクを着けている。先端に毒針の付いた合金製の触手をマスクから無数に出して戦う。毒を制し毒で制す「毒殺活法（ケミストキシン）」が十八番。座右の銘は「勝利の秘訣は"後出し"」。エンターティナーを愛している。マスクの針で水分補給をすることもできる。

七振 貂礼（ななふり てんれい）
威吹荒邦が修学旅行初日の新幹線で出会った人物。
庵豹香の相棒で豹香に懐いている。自己紹介の時は豹香のことを「オレの未来のお嫁さん」と紹介している。彼曰く「喧嘩に得物は無粋（※ロマンがないから）」。荒邦のことを気に入っている。三つ編みツインテールのおさげヘア男子。

庵 豹香（いおり ひょうか）
七振の相棒。釘バットと鎖を武器に戦う。番長タイプで下品な言葉を使う。いつでもどこでもよく眠り、寝起きは機嫌が悪い。荒っぽく見えるが実はまともな感性の持ち主。七振のことを気にかけている。

喰本 狒々郎（はぎもと ひびろう）
猟犬商会四天王の一人。猟犬商会首席。終業式決戦で澄彦の前に立ち塞がる。髭爺さん。武器は刀。額に縫合痕がある。

群青 或馬（ぐんじょう あるま）
猟犬商会四天王の一人。次席。
終業式決戦で澄彦の前に立ち塞がる。額に刀が刺さっている女性。スタッズ付き首輪とスタッズ付き腕輪を着けている。素手で戦う。成人していそうな外見に反し言動は幼い。喰本狒々郎を「おじいちゃん」と呼ぶ。

冥仙寺 蛇陀（めいせんじ だだ）
猟犬商会四天王の一人。三席。
終業式決戦で澄彦の前に立ち塞がる。煙管を持ちシルクハットを被ったロングヘアの女性。二つに割れた舌にピアスを着けている。棘攻撃をする。

戌瓦（いぬがわら）
猟犬商会四天王の一人。四席。
終業式決戦で澄彦の前に立ち塞がる。額に縫合痕がある。四足歩行でまさに犬のような唸り声をあげる男性。

モラル
タンクトップ姿の男性。
終業式決戦で荒邦達の前に立ち塞がる。戦闘中も常にニヤケ面を浮かべている。攻撃を受けても一切顔を歪めない。

マム
終業式決戦で那木うずめと小樽椚の前に姿を現した。
子供と見紛う程低身長な女子。学生服を着ている。煙幕を使う。

カモ
終業式決戦で大叢井厳の背後に現れた。
大叢井をも越える高身長の女性。学生服を着ている。

#### 呑頭会
呑頭 尤言（のず ゆうげん）
尽宮組系「呑頭会」会長。カルト教祖。

##### 救世葬苑
真名上 朋恵（まながみ ともえ）
救世葬苑社長。日暮弥美姫の母親。武器は刀。
4本のおさげ髪と和服に袴姿が特徴的な女性。顔に大きな傷がある。一見するとお淑やかだか、ふとした拍子にヒステリーを起こす。強い子を育てることを使命としており、組織で育てた子供たちを我が子のように愛し、子供のピンチには身を挺して守り、子供が傷付けられると怒り狂う。自分の思い通りに動かない子供に対してはヒステリックになり、おしおきと称して体に傷をつけている。彼女曰く「弱い子に興味ない」。呑頭尤言のことを崇拝している。

紫炎（しえん）
救世葬苑幹部。通称『子供たち』の一人。
修学旅行最終日に染島澄彦の前に姿を現したミステリアスな青年。武器は刀。弥美姫には「赤い人」と呼ばれる。真名上朋恵に育てられた。義母の朋恵には「紫炎くん」と呼ばれ可愛がられている。

壺根 誠（つぼね まこと）
日暮弥美姫の父親。組織の人間を自分の身を守る盾としか思っていない人間のクズ。武器は銃。

比護 勇道（ひご ゆうどう）
救世葬苑の幹部にしてNo.2。ロングヘアをリボンで結んだ勇ましい白髪男性。武器は剣。

響谷 麗（ひびきや うらら）
救世葬苑幹部。通称『子供たち』の一人。体に傷ひとつつつけることなく過酷な訓練を生きぬいた。終業式決戦で孔蘭救出班の前に現れた人物。上半身はブラジャーのみのラフな格好をしている。常に仏頂面。武器は刀。

語来 坊ヰ（かたらい ぼうい）
救世葬苑幹部。通称『子供たち』の一人。体に傷ひとつつつけることなく過酷な訓練を生きぬいた。終業式決戦で孔蘭救出班の前に現れた人物。「っス」口調で話す。響谷麗のことを「麗パイセン」と呼ぶ。武器は銃。

是町 御旅（これまち みたび）
救世葬苑幹部。通称『子供たち』の一人。
終業式決戦で棘屋寧が応戦した相手。直毛セミロングツインテールに帽子を被っている。真名上朋恵のことを「お母さん」と呼び慕う。良くも悪くも真っ直ぐで話が通じないタイプ。敬語で話す。外の世界の人間を「悪魔」と呼ぶ。武器は棍棒。

#### 孤堂一家
孤堂 惣慈（こどう そうじ）
尽宮組若頭。
尽宮組を継ぐはずだったが何者かに殺された。

孤堂 由真（こどう ゆま）
孤堂惣慈の息子。孤堂家の長男。

孤堂 紫炎（こどう しえん）
孤堂惣慈の息子。孤堂家の次男。

孤堂 安久（こどう あんく）
孤堂惣慈の息子。孤堂家の三男。
ヒーローのような目隠しを着けている。真面目人間。

孤堂 夜薙（こどう やなぎ）
孤堂惣慈の息子。孤堂家の十八男。
地面まで付くほどの長髪で顔を隠した大柄男性。オドオドしているが、素手で人を引きちぎるほどの腕力を持っている。

孤堂 悦（こどう えつ）
孤堂惣慈の娘。孤堂家の長女。
ロングヘアに帽子を被っている。いつも眩しい笑顔をたたえている。毒殺が得意。

孤堂 夕憐（こどう ゆうれん）
孤堂惣慈の娘。孤堂家の次女。
ショートのポニーテールヘア。左目に眼帯を着け、いつもぬいぐるみを抱きしめている。

### その他 登場人物
威吹 丈夫（いぶき たけお）
威吹荒邦の父親。かつて尽宮組に所属していた。

威吹 桜（いぶき さくら）
威吹荒邦の母親。荒邦が小学生の時に尽宮組の敵対組織によって殺された。

清塚 志乃（きよづか しの）
赤羽骨子の親友。骨子とは高校2年まで同じクラスだった。重めの喘息持ちで学校を休みがち。全校生徒に恐れられている荒邦に対しても好意的。

## 作風
ライターの中村未来によると、「威吹と骨子のすれ違いラブ」が見どころであり、「殺し屋から骨子を守る表の任務と、護衛集団の中から裏切り者を探す裏の任務」の2点に威吹がどう立ち向かうかが本作のミソである。
ライターの吉川明子によると、本作は「学園ラブコメといえばそう」であるが、キャラクターと「いくつもの予想の斜め上を行く設定」が合わさることで「パワフルな作品」となっている。「ベタベタな王道学園ラブコメ」と思わせつつ、「斜め上の設定でアクションやサスペンスの要素」もあることで「先の見えない展開」が描かれており、アクションシーンも見どころである。
ライターの岡本敦史によると、ハイテンションな作画で快調なテンポで描かれ、「惜しげもなく「引き」と「趣向」を投入してくる」ような構成の作品である。岡村はアクションの場面では「ダイナミックでスピード感」があるといい、「パワフルかつ流麗で迷いがなく、なおかつ表情豊かな描線には、漫画の醍醐味がみなぎっている」と評している。アクションなどのキメのシーンは「絵を描く快感」が伝わってくるという。「限りなく荒唐無稽かつ自由奔放な描写でぐいぐい引っ張る」だけでなく、甘酸っぱい展開や登場人物による熱血学園ドラマも描かれ、「等身大の青春群像劇」という魅力もある作品である。

## 書誌情報
- 丹月正光 『赤羽骨子のボディガード』 講談社〈講談社コミックス〉、全12巻[18]
  1. 2023年1月17日発売[19][講 1]、ISBN 978-4-06-530272-9
  2. 2023年3月16日発売[講 2]、ISBN 978-4-06-530932-2
  3. 2023年5月17日発売[講 3]、ISBN 978-4-06-531561-3
  4. 2023年7月14日発売[講 4]、ISBN 978-4-06-532189-8
  5. 2023年9月14日発売[講 5]、ISBN 978-4-06-532896-5
  6. 2023年11月16日発売[6][講 6]、ISBN 978-4-06-533548-2
  7. 2024年2月16日発売[講 7]、ISBN 978-4-06-534575-7
  8. 2024年4月17日発売[講 8]、ISBN 978-4-06-535189-5
  9. 2024年7月17日発売[講 9]、ISBN 978-4-06-535803-0
  10. 2024年9月17日発売[講 10]、ISBN 978-4-06-536779-7
  11. 2024年11月15日発売[講 11]、ISBN 978-4-06-537438-2
  12. 2025年1月17日発売[講 12]、ISBN 978-4-06-538048-2

## 実写映画
『週刊少年マガジン』2024年10号掲載の第67話内にて「次号、C（センター）カラーで重大発表!!」と予告され、同誌の同年11号にて実写映画化が発表された。2024年8月2日公開。監督は石川淳一、脚本は八津弘幸、主演はラウール。

### キャスト
- 威吹荒邦：ラウール[11]
- 赤羽骨子：出口夏希[22]
- 染島澄彦：奥平大兼[22]
- 棘屋寧：髙橋ひかる[22]
- 糸踏忠也：倉悠貴[23]
- 日暮弥美姫：山本千尋[24]
- 迅来風太：戸塚純貴[25]
- 湾可世子：鳴海唯[26]
- 那木うずめ：中田青渚[27]
- 愛満斗々：長井短[28]
- 千坂時規：坂口涼太郎[29]
- 大叢井巌：木村昴[30]
- 海代朱雀：芝大輔（モグライダー）[31]
- 首藤孔蘭：詩羽（水曜日のカンパネラ）[32]
- 夏野真凪：安斉星来[33]
- 杜窪章介：橘優輝[34]
- 嘉柄譲：松岡広大[35]
- 黒雲字音：大久保桜子[36]
- 幡一平：有輝（土佐兄弟）[37]
- 敷本奈々穂：かなで（3時のヒロイン）[38]
- 小樽椚：工藤美桜[39]
- 天貫与一：三浦獠太[40]
- 吉信滝丸：髙橋大翔[41]
- 霧宮茶虎：あの[42]
- α（アルファ）：堀丞
- β（ベータ）：浅川梨奈
- 鍋沢：安井順平[43][注 1]
- 鷹見剛己：谷田歩
- 威吹丈夫：津田健次郎[43]
- 田中：皆川猿時[43]
- 尽宮正人：遠藤憲一[44]
- 尽宮正親：土屋太鳳[45]

### スタッフ
- 原作：丹月正光『赤羽骨子のボディガード』（講談社『週刊少年マガジン』連載）[21]
- 監督：石川淳一
- 脚本：八津弘幸
- 音楽：やまだ豊[21]
- 主題歌：Snow Man「BREAKOUT」（MENT RECORDING）[46]
- 製作：大多亮[47]、髙𣘺敏弘[47]、角田真敏[47]
- プロデューサー：加藤達也[11]、山邊博文[47]
- 撮影：佐藤陽弐[47]
- 照明：織田誠[47]
- 録音 / 整音：高須賀健吾[47]
- 美術：小泉博康[47]
- スタイリスト：小山田孝司[47]
- ヘアメイク：塚原ひろの[47]
- アクションコーディネーター：富田稔[47]
- 振付：KOHMEN[47]
- 編集：平川正治[47]
- VFXスーパーバイザー：村上優悦[47]
- 選曲：大森力也[47]
- 音響効果：壁谷貴弘[47]
- 記録：栗原節子[47]
- 助監督：山下久義[47]
- ラインプロデューサー：内山亮[47]
- 配給：松竹[21]
- 制作プロダクション：ギークサイト
- 製作：映画「赤羽骨子のボディガード」製作委員会（フジテレビジョン、松竹、講談社）[21]